# Esquadra 501
A Esquadra 501 "Bisontes" é uma esquadra da Força Aérea Portuguesa, que se encontra sediada na Base Aérea nº6 no Montijo. A sua missão consiste na execução de operações de transporte aéreo e de busca e salvamento.
Tendo realizado mais de 75 mil horas de voo, a Esquadra 501, através das excecionais capacidades da aeronave que opera (Hércules C-130), dá garantia ao Estado português para poder projetar a sua vontade em qualquer ponto do Mundo, sob quaisquer condições.

## História
Esta esquadra, com a atual designação, iniciou a sua atividade em 1977, ano da chegada do primeiro C-130H, aeronave que, depois de apurados estudos, se revelou a que melhor se adaptava às necessidades da Força Aérea Portuguesa.

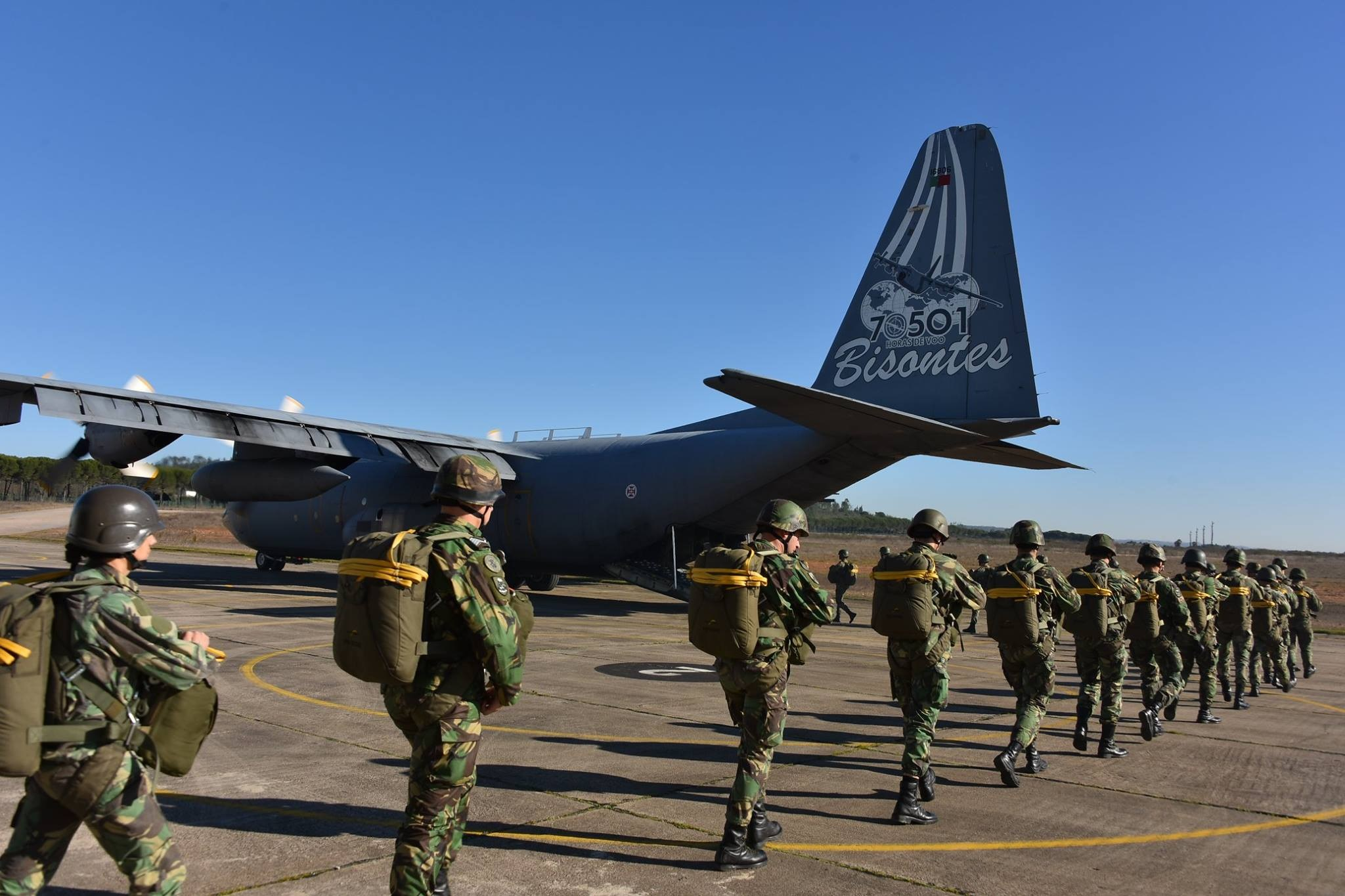
Paraquedistas embarcam um C-130 da Esquadra 501.Na cauda do avião, é visível uma pintura alusiva às 70.501 horas de voo da esquadra.

Pode dizer-se que o transporte aéreo militar teve o seu início com o exercício Himba, realizado em 1959, que previa uma ponte aérea para as províncias ultramarinas. Com a crescente instabilidade em África e com os resultados do exercício anterior, surgiu a necessidade de remodelação dos transportes aéreos. Fruto dessa situação, surgiram dois agrupamentos: um a voar Skymaster e Dakota no AB1, Portela, e outro a voar DC6 no Montijo. Foi, posteriormente, com a saída do serviço efetivo do DC6 e com a transferência da aeronave Boeing 707 que se evidenciou a necessidade de se adquirir outra aeronave. Em resultado, foi criada a esquadra 501, dando-se início à operação com o Hércules C-130H.
Fruto das suas valências, a esquadra está qualificada para executar missões nos mais diversificados, complexos e delicados cenários de empenhamento, independentemente da permissividade do teatro de operações. Casos disso temos: Angola, Moçambique, S. Tomé, Cabo Verde, Timor, Golfo Pérsico, Moscovo, Afeganistão, Ruanda e Balcãs, entre outros. Mais recentemente Haiti, Egito e Líbia com missões de apoio humanitário.
Com perto de 80 000 horas voadas, os militares que, direta ou indiretamente, contribuíram para o sucesso das missões efetuadas sentem o orgulho do dever cumprido, fruto do seu esforço e empenho.
As operações de transporte aéreo da esquadra estão em torno do transporte aéreo logístico intra teatro e inter teatro, operações aerotransportadas, especiais, de evacuação sanitária e de busca e salvamento. A esquadra opera aviões C-130 Hercules.
A 28 de junho de 2019, foi agraciada com o grau de Membro-Honorário da Ordem Militar de Avis.